# Diplazium longicarpum
Diplazium longicarpum är en majbräkenväxtart som beskrevs av Kodama.
Diplazium longicarpum ingår i släktet Diplazium och familjen Athyriaceae. Inga underarter finns listade i Catalogue of Life.